# Geranomyia fumimarginata fumimarginata
Geranomyia fumimarginata là một phân loài ruồi của loài Geranomyia fumimarginata trong họ Limoniidae. Chúng phân bố ở miền Ấn Độ - Mã Lai.